# Augustin de Moscou
Augustin (né Alexeï Vassilievitch Vinogradski, russe : Алексей Васильевич Виноградский ; 6 mars 1766 - 3 mars 1819) fut métropolite de Moscou du 1812 à 1819.